# Bunak

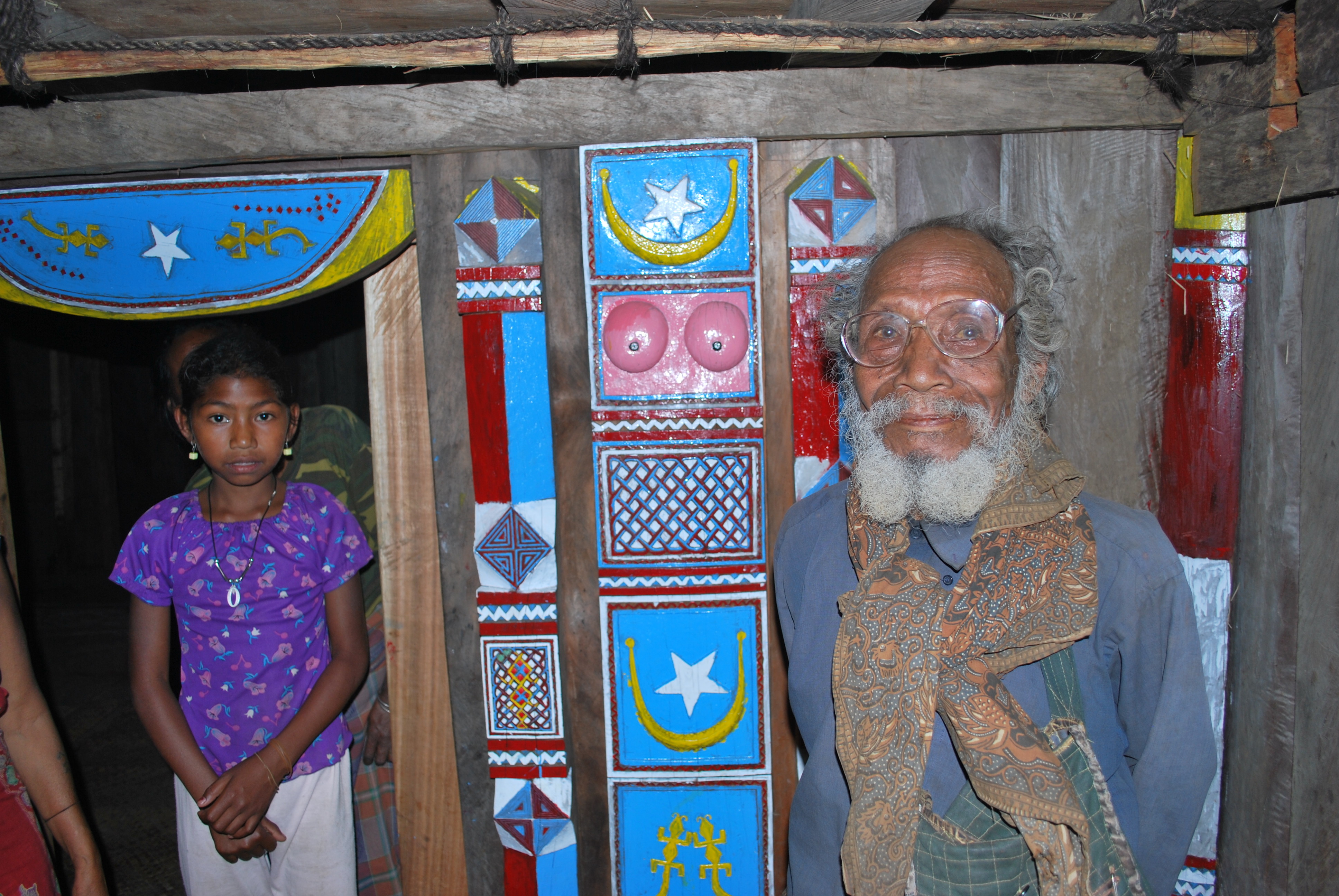
Heiliges Haus in Fatuc Laran, wo 90 % der Bevölkerung Bunak sind

Die Bunak (Bunaq, Buna’, Bunake, Búnaque, Búnaque, Mgai, Gaiq, Gaeq, Gai, Marae) sind eine ethnolinguistische Gruppe mit etwa 100.000 Angehörigen in der gebirgigen Region Zentraltimors, im Grenzgebiet von West- und Osttimor. Ihr Kerngebiet liegt in den osttimoresischen Gemeinden Bobonaro und Cova Lima. Von hier aus dehnten sie sich in die umgebenden Regionen aus, wo sie teilweise in direkter Nachbarschaft mit anderen Ethnien leben. Einige Siedlungen der Bunak sind aufgrund der bewegten Geschichte Osttimors erst vor wenigen Jahrzehnten gegründet worden. Die Bunak sind eine von vier Ethnien auf Timor, die Papuasprachen sprechen, während die Mehrheit der Timoresen malayo-polynesische Sprachen spricht. Die Bunak wurden daher sowohl linguistisch als auch kulturell von ihren austronesischen Nachbarn stark beeinflusst.

## Siedlungsraum
Der heutige Siedlungsraum der Bunak liegt in den Bergen Zentraltimors und reicht von der osttimoresischen Stadt Maliana im Norden bis zur Timorsee im Süden, wo Bunak- und Tetum-Gemeinden oft direkt nebeneinander in Koexistenz leben. Dabei besteht eine linguistische Isolation, da die benachbarten Kemak im Norden, Mambai im Osten, Tetum im Süden und Westen sowie Atoin Meto weiter im Westen alle malayo-polynesische Sprachen sprechen, während Bunak zu den Papuasprachen gehört, auch wenn sich starke Einflüsse der Nachbarsprachen wiederfinden. Papuasprachen werden sonst nur im äußersten Osten Timors gesprochen. Aufgrund der Unterschiedlichkeit ihrer Sprache beherrschen die Bunak zumeist mindestens eine malayo-polynesische Sprache fließend (In Osttimor dient Tetum als Lingua franca), während ihre Nachbarn selten Bunak lernen. Im schwer zugänglichen Gebirge sind die Bunak von den Nachbarethnien relativ isoliert. Im Osten dehnt sich ihr Siedlungsgebiet bis in den Westen von Manufahi aus und im Westen bis in den Osten der indonesischen Regierungsbezirke Belu und Malaka.
Zentren der Bunak sind in Osttimor die Orte Bobonaro und Lolotoe in der Gemeinde Bobonaro, Tilomar und Zumalai in der Gemeinde Cova Lima, der Suco Cassa in der Gemeinde Ainaro und Betano und Same in der Gemeinde Manufahi. Im westlichen Grenzgebiet von Cova Lima bilden die Bunak eine Minderheit gegenüber der Mehrheitsbevölkerung der Tetum. Die Siedlungsgebiete sind dabei gemischt. Zwischen Fohoren und der Küste südlich von Suai wechseln sich Dörfer der Tetum und der Bunak immer wieder ab. Insgesamt bezeichnen 64.686 Osttimoresen Bunak als ihre Muttersprache.
Im Osten des indonesischen Regierungsbezirks Belu bilden die Bunak in den Distrikten (Kecamatan) Lamaknen und Südlamaknen die Bevölkerungsmehrheit, im Südosten von Raihat eine Minderheit. Ebenso im Südosten von Westtimor, wo die Tetum die Bevölkerungsmehrheit bilden. Hier liegen in den indonesischen Distrikten Rai Manuk (Regierungsbezirk Belu), Kobalima, Ostkobalima und Ostmalaka (Regierungsbezirk Malaka) einzelne Bunak-Siedlungen zwischen den Dörfern der Tetum. Die am westlichsten gelegenen Bunak-Siedlungen sind Haroe (Desa Sanleo, Malaka Timur) und Welaus (Desa Nordlakekun, Kobalima). Im Nordwesten liegen die isolierten Bunak-Dörfer Faturika, Renrua (beide Rai Manuk) und Babulu (Kobalima). Nach Osten hin liegen die Siedlungen der Bunak entlang der Straße bis hin zu den Desas Alas und Südalas an der Grenze zu Osttimor.

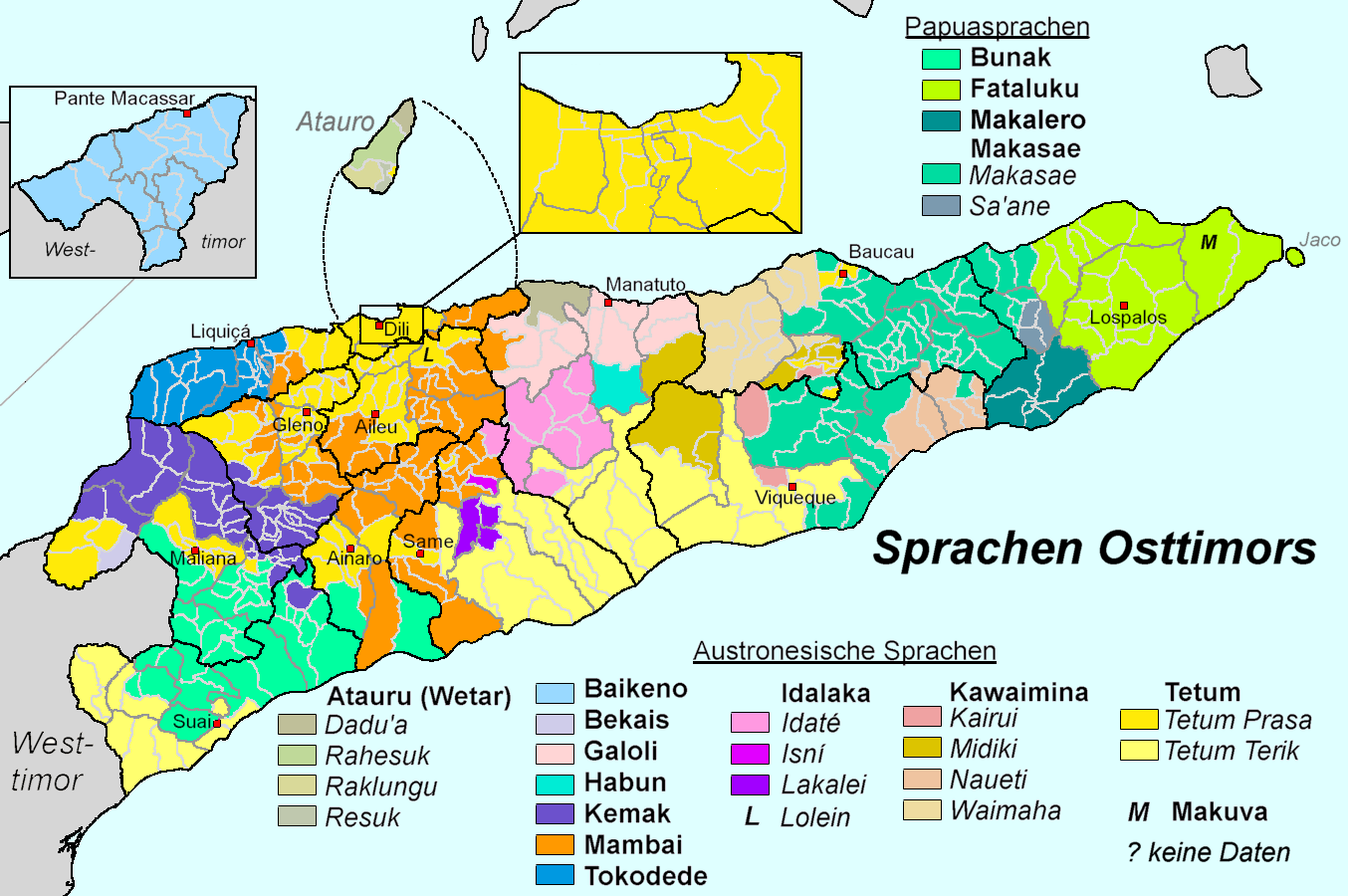
Die größten Sprachgruppen in den Sucos Osttimors
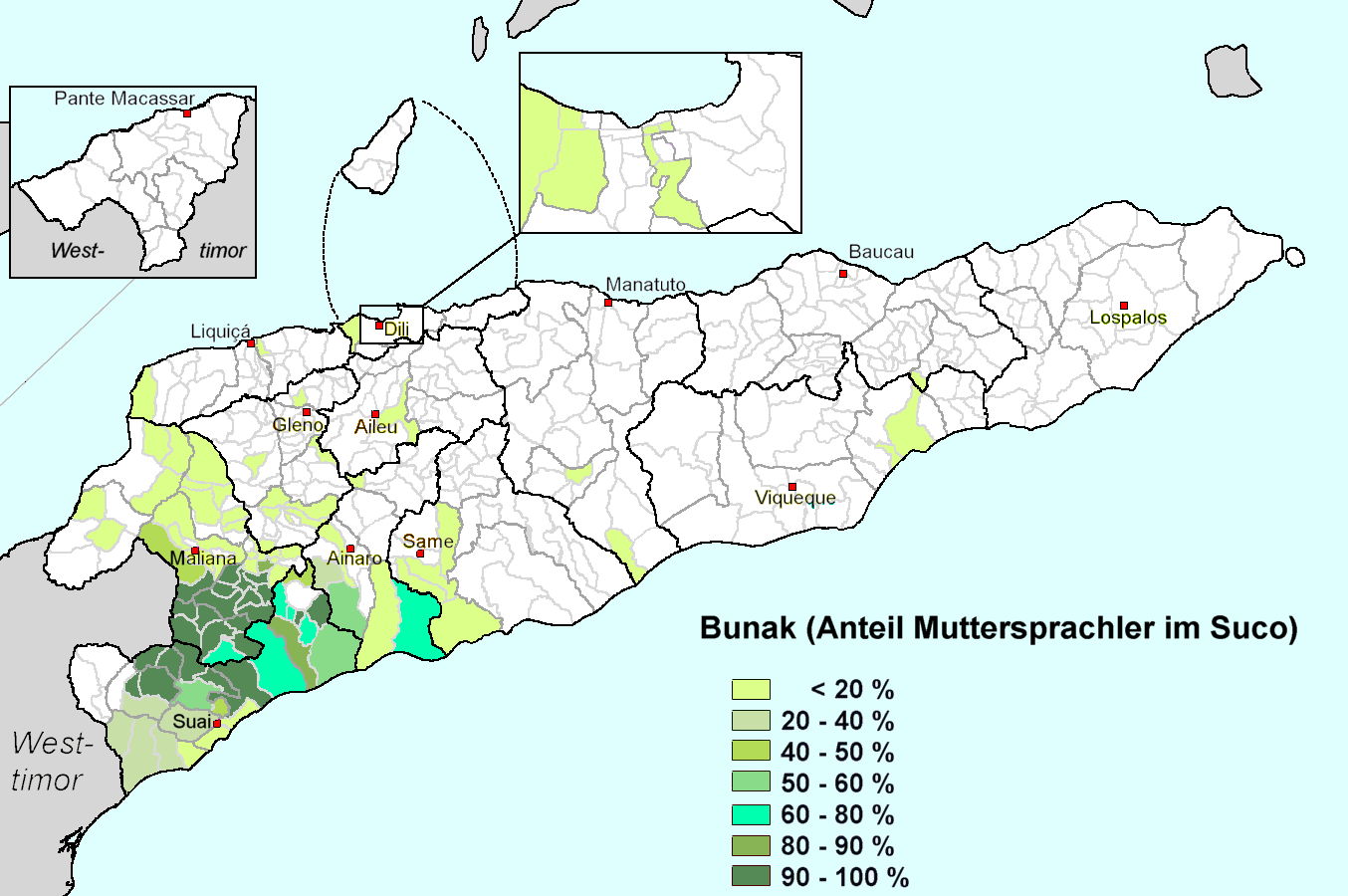
Anteil von Bunak-Muttersprachlern in den Sucos Osttimors
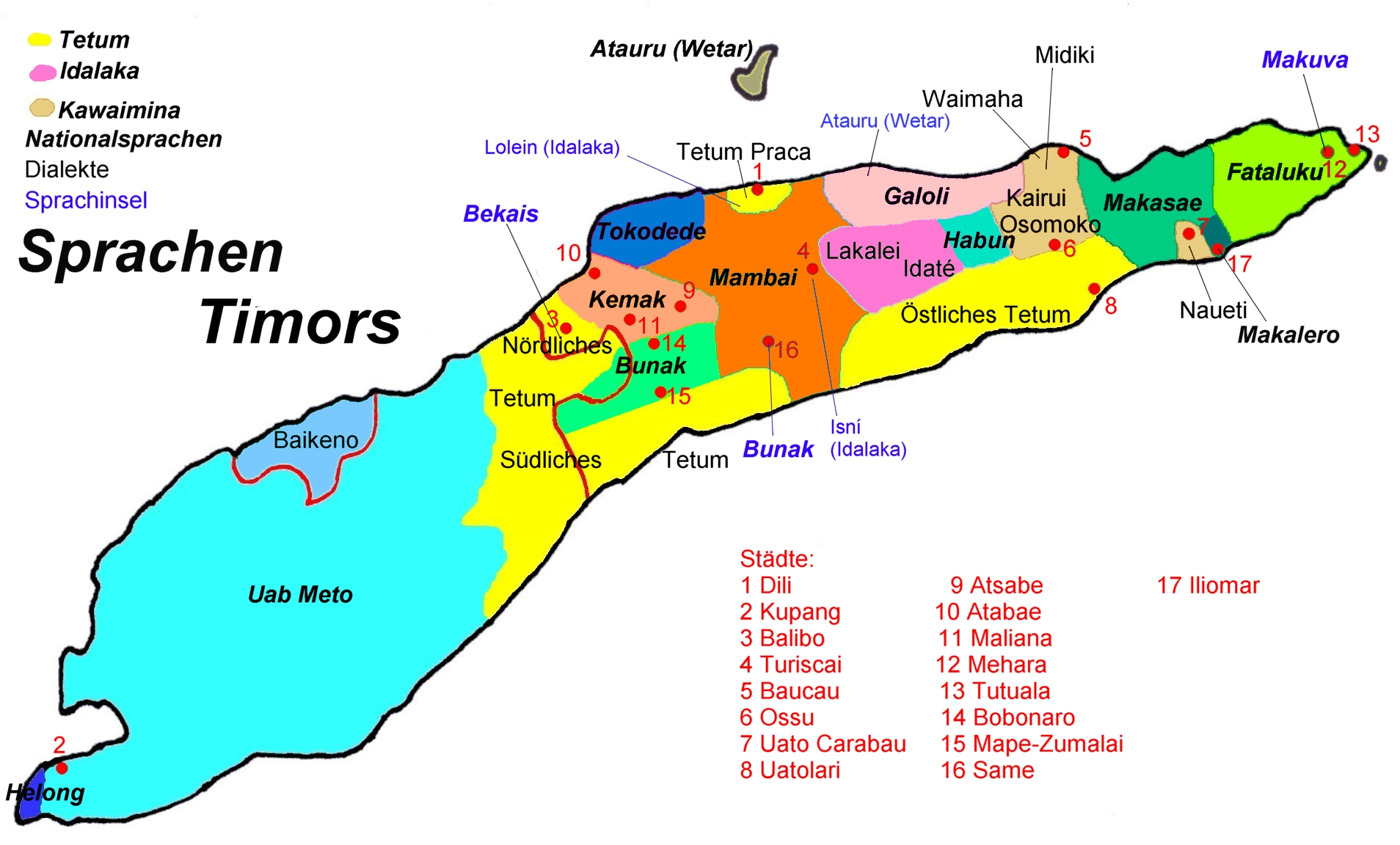
Übersichtskarte von den Sprachen Timors

## Geschichte und Ausdehnung

### Mythischer Ursprung

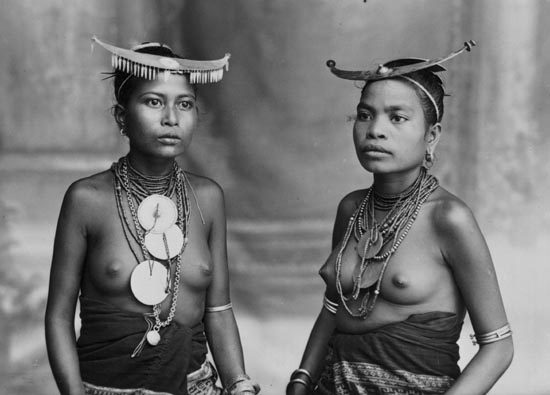
„Zwei Frauen der Bunak aus Vila Armindo Monteiro (Fronteira)“, Álbum Fontoura, vor 1940

Der Legende nach lebte einst ein Mann namens Mau Ipi Guloq, der als Erster den Wasserbüffel domestizierte. Zusammen mit seinem Bruder Asan Paran fing er eines Tages zwei Säue, die sich in Frauen verwandelten. Sein Bruder beanspruchte aber beide Frauen für sich, weswegen sich Mau Ipi Guloq von ihm im Streit trennte. Eines Tages störte eine Krähe seinen Büffel, so dass Mau Ipi Guloq einen goldenen Pfeil auf den Vogel schoss. Das goldene Blasrohr dafür hatte er sich von seinem Bruder geliehen. Die Krähe flog mit dem Pfeil davon und Mau Ipi Guloq folgte ihr in die Unterwelt, wo er auf ihren kranken Herrscher traf. Mau Ipi Guloq bot seine Hilfe an und entdeckte, dass im Herrscher sein goldener Pfeil steckte. Er tauschte ihn gegen einen Bambuspfeil, den er in seinem Betelnussbeutel einweichte. Der Herrscher der Unterwelt wurde wieder gesund und schenkte Mau Ipi Guloq zum Dank zwei Orangen eines Baumes der Unterwelt, die sich in Prinzessinnen verwandelten. Asan Paran forderte seinen Bruder auf, eine seiner Frauen gegen eine der Prinzessinnen zu tauschen. Als dieser sich aber weigerte, sorgte Asan Paran dafür, dass Mau Ipi Guloq in eine Schlucht stürzte und starb. Die Frauen von Mau Ipi Guloq fanden ihn jedoch und erweckten ihn mit einem Öl aus der Unterwelt wieder zum Leben. Gesund und verjüngt kehrte er heim, wo sein Bruder ebenfalls nach einem Bad in dem Öl verlangte, um selbst wieder jung zu werden. Die Frauen von Mau Ipi Guloq erhitzten aber das Ölbad so stark, dass Asan Paran starb. Mau Ipi Guloq heiratete auch die Frauen seines Bruders und wurde zu einem der Stammväter der Bunak.

### Übersicht

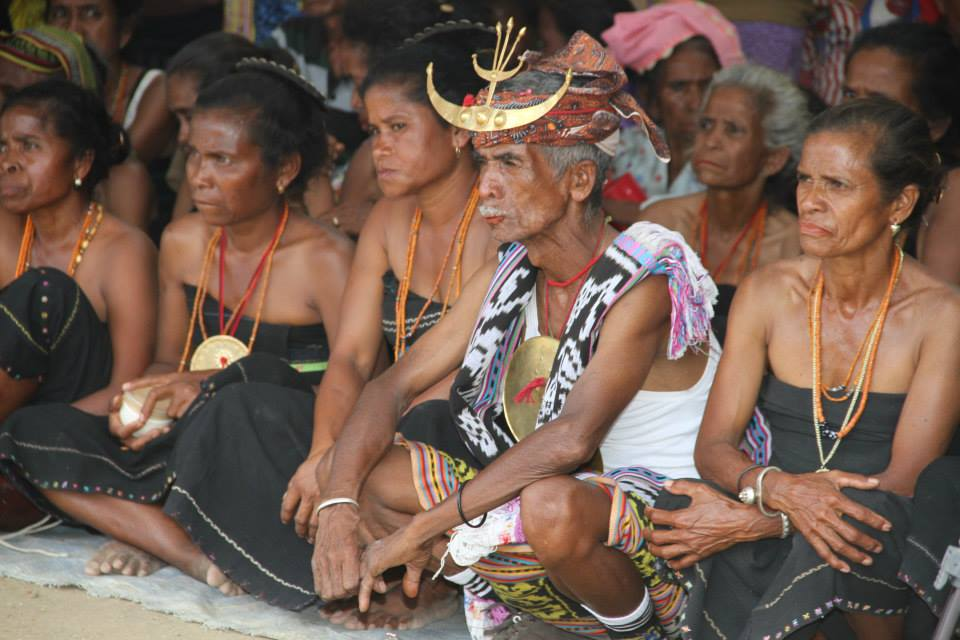
Einwohner von Saburai (2014)

Bei keiner der timoresischen Ethnien gab es ursprünglich eine Schrift. Von der Geschichte vor der europäischen Kolonisation gibt es daher nur mündliche Überlieferungen. Gerade bei den Bunak gibt es hier eine reiche Tradition. Dabei werden die Texte mit Wiederholungen, Reimen und Alliterationen rezitiert. Dies hilft dem Vortragenden, sich an die Verse zu erinnern.
Allgemein geht man davon aus, dass die Melanesier 3000 v. Chr. nach Timor einwanderten und ab 2500 v. Chr. von nachkommenden austronesische Gruppen teilweise verdrängt wurden. Bei den Fataluku vermutet man inzwischen, dass sie möglicherweise erst nach den Austronesiern von Osten her Timor erreichten und stattdessen diese verdrängten oder assimilierten. Auch bei den Makasae wird über ein solches Szenario spekuliert. Bei den Bunak finden sich aber im Kernland nur Ortsnamen, die Papua-Ursprungs sind, so dass die Bunak hier vor den Austronesiern gesiedelt haben müssten. Da Bunak aber gemeinsame Teile nicht-austronesischen Vokabulars mit Fataluku, Makasae und Makalero hat, müsste es früher eine Proto-Timor-Papua-Sprache gegeben haben, von der alle Papua-Sprachen Timors abstammen.
Das heutige Siedlungsgebiet der Bunak ist die Folge von verschiedenen Wanderbewegungen. Aufgrund von Bevölkerungszuwachs waren die Bunak gezwungen immer wieder zu expandieren, um neues Ackerland zu finden. Externe Einflüsse führten zu Fluchtbewegungen und Zwangsumsiedlungen. So zu Beginn der portugiesischen Kolonisation, die ab dem 16. Jahrhundert Timor einsetzte. Die Niederländer dehnten bis Mitte des 18. Jahrhunderts ihren Einfluss bis in das Gebiet der Bunaks aus, so dass es in eine westliche, niederländische und eine östliche, portugiesische Interessenssphäre geteilt wurde. Es blieb aber bei einer meist nur nominellen Vorherrschaft der Europäer, die über die lokalen Herrscher ausgeübt wurde. Erst im frühen 20. Jahrhundert gelang es den beiden Kolonialmächten, eine wirkliche koloniale Administration aufzubauen. Im Zweiten Weltkrieg besetzten die Japaner von 1942 bis 1945 ganz Timor, bekämpft von australischen Guerillakommandos. Nach dem Krieg wurde der niederländische Westen Teil Indonesiens, der portugiesische Osten blieb bis 1975 Kolonie. Als die Portugiesen mit dem Abzug aus Timor begannen, besetzten die Indonesier zunächst die Grenzregion Osttimors. Neun Tage nach der Unabhängigkeitserklärung Osttimors folgte die vollständige Invasion und ein 24 Jahre andauernder Unabhängigkeitskampf. Die Zivilbevölkerung, die bei der Invasion in die Wildnis geflohen war, ergab sich den Invasoren erst nach und nach. Mit als letzte stellten sich 1979 Bunak, die drei Jahre in den Wäldern gelebt hatten. Erst 1999 zog sich Indonesien zurück und nach drei Jahren UN-Verwaltung erhielt Osttimor endgültig seine Unabhängigkeit. Das Siedlungsgebiet der Bunak blieb durch die neue nationale Grenze geteilt. Seit der Unabhängigkeit ziehen immer mehr Menschen aus den ländlichen Regionen in die Hauptstadt Dili, so auch Bunak. Viele der Zugezogenen organisieren sich nach ihrer geographischen Herkunft. Bunaksprecher leben im Westen der Stadt in Comoro, Fatuhada und Bairro Pite und im Zentrum in Gricenfor, Acadiru Hun, Santa Cruz und Lahane Oriental. 2006 kam es zu Unruhen, bei denen vor allem in Dili Osttimoresen aus dem Osten (Firaku) und aus dem Westen (Kaladi) des Landes aufeinander losgingen. Auch Bunaks, die zu den Kaladi gehören, waren an den Zusammenstößen beteiligt. Unter anderem gab es in Dili einen Konflikt zwischen Bunaks aus Bobonaro und Ermera und Makasaes aus Baucau und Viqueque um die Dominanz auf dem Markt.
| Dili |

| Maliana |

| Bobonaro |

| Lolotoe |

| Tilomar |

| Suai |

| Zumalai |

| Cassa |

| Betano |

| Same |

| Fohoren |

| Babulu |

| Marobo |

| Obulo |

| Atsabe |

| Lela |

| Aitoun |

| Fatuloro |

| Beco |

| Teda |

| Mau-Nuno |

| Beikala |

| Civil |

| Lailima |

| Hutseo |

| Hutseo 2 |

| Loti |

| Bemetan |

| Leo-Ai |

| Sessurai |

| Haroe |

| Welaus |

| Wehale |

| Faturika |

| Renrua |

| Lakus |

| Henes |

| Namfalus |

| Raakfao |

| Sukabesikun |

| Raihat |

| Lamaknen |

| Südlamaknen |

| Ostkobalima |

| Kobalima |

| Rai Manuk |

| Ostmalaka |

| Alas |

| Südalas |

| Lakmaras |

| Tahakay |

| Tamira Ailala |

| Kewar |

| Rainawe |

| Litamali |

| Holpilat |

| Taroman |

| Fatululic |

| Dato Tolu |

| Lactos |

| Beiseuc |

| Lalawa |

| Belecasac |

| Lamaquitos |

| Tapo/ Memo |

| Holsa |

| Odomau |

| Raifun |

| Ai-Assa |

| Cassa |

| Foho-Ai-Lico |

| Mau-Ulo |

| Mau-Nuno |

| Leolima |

| Dai-Sua |

| Betano |

| Belu |

| Malaka |

| Maucatar |

| Suai |

| Fohorem |

| Fatumean |

| Zumalai |

| Atsabe |

| Tilomar |

| Ainaro |

| Hato-Udo |

| Hatu-Builico |

| Maubisse |

| Bobonaro |

| Maliana |

| Lolotoe |

| Same |

| Cova Lima |

| Bobonaro |

| Manufahi |

| Ermera |

| Liquiçá |

| Dili |

| Aileu |

| Ainaro |

| Manatuto |

| Indonesien |

| Osttimor |

| Timorsee |

| Sawusee |

| Bandasee |

| Staat |

| indon. Regierungsbezirk / ostt. Gemeinde |

| indon. Distrikt / ostt. Verwaltungsamt |

| indon. Desa / ostt. Suco / Region |

| Ort |

### Kernland

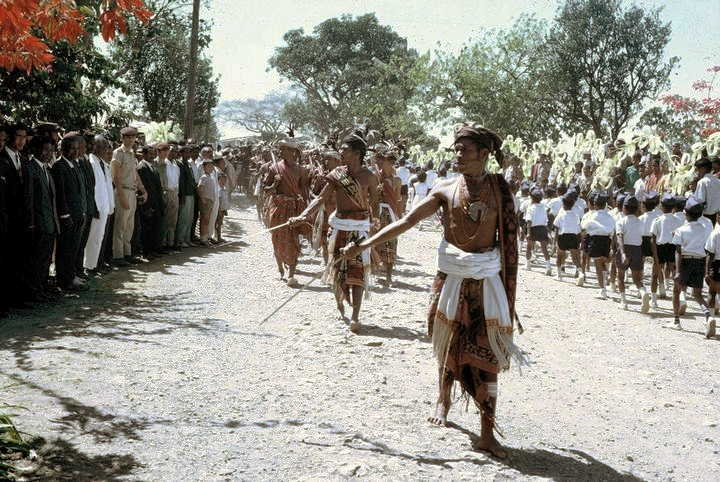
Moradores in Bobonaro (1968/70)

Das Kernland der Bunak befindet sich im mittleren Osten der osttimoresischen Gemeinde Bobonaro und im Nordosten der Gemeinde Cova Lima. Während hier nur Ortsnamen mit Bunak-Herkunft zu finden sind, gibt es im restlichen Siedlungsgebiet parallel auch geographische Bezeichnungen austronesischen Ursprungs und in den Randterritorien selbst für Siedlungen der Bunak nur noch austronesische Namen. Daraus wird geschlossen, dass die ursprüngliche Heimat der Bunak in ihrem Kernland liegt, von wo sie aus expandierten. In der Sprache Bunak finden sich Einflüsse von Kemak und weniger von Mambai. Daraus wird gefolgert, dass auch die ursprünglichen Bunak mit Kemak und Mambai Kontakt hatten, was geographisch auf das Kernland zutreffend ist.
Im Nordosten verwenden die Bunak als Eigenbezeichnung für sich und ihre Sprache sogar die Wörter Gaiq oder Gaeq, was sich von Mgai, der Fremdbezeichnung durch die Kemak ableitet. Laut der mündlichen Überlieferung der dortigen Bunak gehörten sie früher zum Reich von Likusaen (Likosaen), das mit dem heutigen Liquiçá sein Zentrum im Gebiet der Tokodede und Kemak hatte. Gerade dieses Reich soll für den starken linguistischen Einfluss des Kemaks auf die Sprache der Bunak verantwortlich sein. In Marobo und Obulo vermischten sich Kemak mit den dortigen Bunak. Dies führte zu kulturellen Unterschieden dieser Kemak im Vergleich zu den benachbarten Kemak von Atsabe.

### Zwischen Maliana, Lamaknen und Maucatar

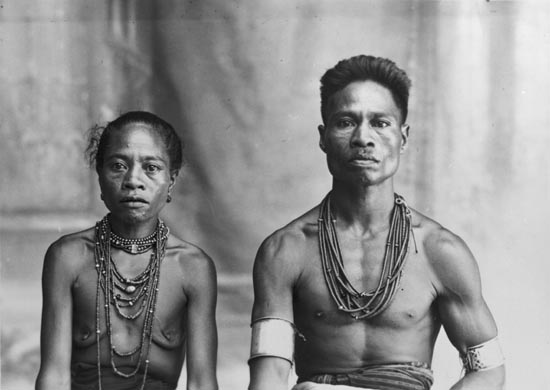
„Ein Bunak-Ehepaar aus Lebos (Fronteira)“, Álbum Fontoura, vor 1940

In Überlieferungen der Bunak im Nordwesten wird berichtet, sie seien ursprünglich aus dem Osten her in die Region südlich von Maliana und die heutigen indonesischen Distrikte von Lamaknen und Raihat eingewandert. Dort vermischten sie sich friedlich, je nach Quelle, mit den dort heimischen Tetum oder Atoin Meo. Ortsnamen austronesischen Ursprungs unterstützen die Angaben aus diesen Legenden. Nur im oberen Lamaknen berichten Legenden der Bunak, sie hätten das Volk der Melus entweder vertrieben oder getötet, als sie in die Region kamen. Forschungen konnten bisher nicht klären, ob es sich bei den Melus um Tetum, Atoin Meo oder ein anderes Volk gehandelt hat. Untersuchungen der Bunak-Dialekte lassen vermuten, dass sich in Lamaknen Bunak aus dem Nordosten und Südwesten trafen und niederließen. Mündlichen Überlieferungen zufolge war die Region um Lamaknen eine autonome Region des Tetum-Reiches von Wehale, die an Likusaen grenzte. Diesen Einfluss erkennt man noch heute im Lamaknen-Dialekt in Lehnwörtern bei rituellen Formulierungen aus dem Tetum.

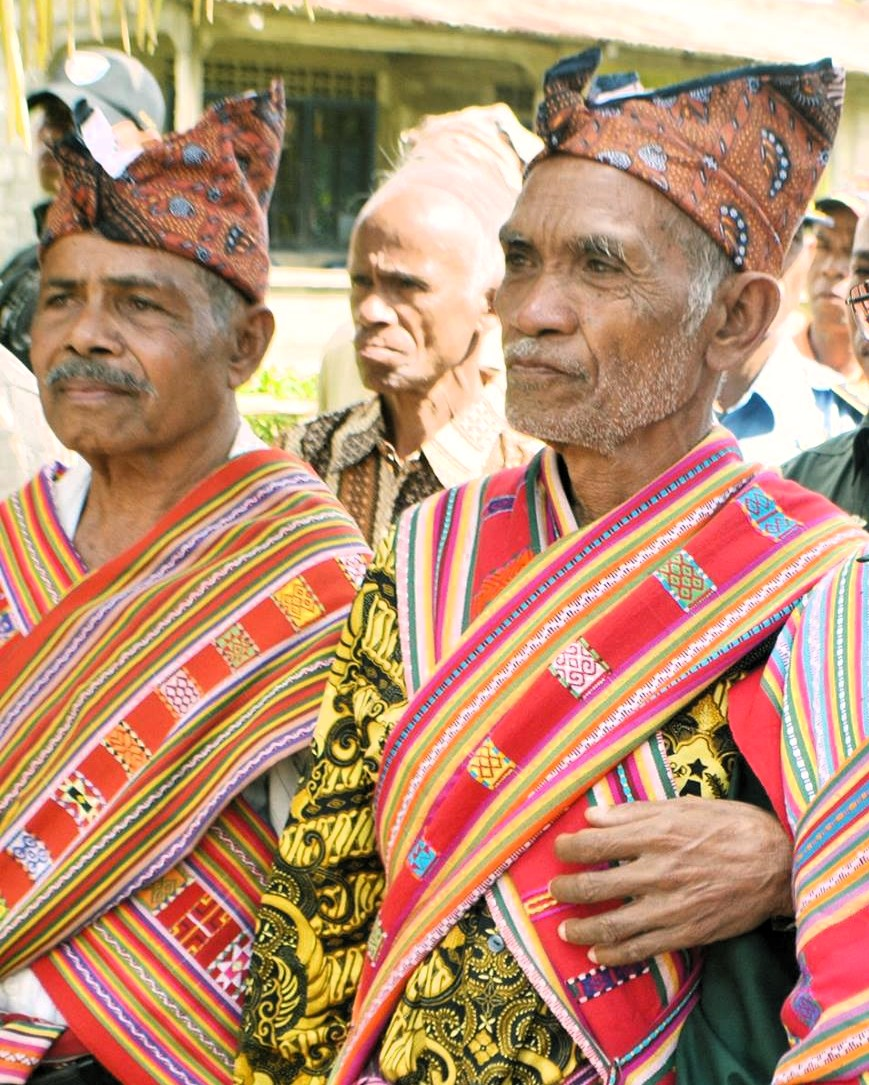
Einwohner von Dato Tolu

1860 wurde die Region um Maucatar eine niederländische Enklave, während das umgebende Gebiet von Portugal beansprucht wurde. Die Grenzen der Enklave orientierten sich an den Grenzen der lokalen Bunak-Reiche. Das Gebiet gehört heute zu den Sucos Holpilat, Taroman, Fatululic, Dato Tolu und Lactos. Das Gebiet der damaligen Enklave Maucatar ist bis heute mit großer Mehrheit von Bunak bewohnt. Jedoch finden sich hier auch Ortsnamen, die ihre Herkunft im Tetum haben. Daher geht man davon aus, dass die Bunak in diese Region später einwanderten und die Tetum größtenteils assimilierten, die heute hier nur noch eine kleine Minderheit bilden.
1897 kam es zu mehreren Schlachten um Gebiete in Lamaknen zwischen dem nordöstlich gelegenen Reich Lamaquitos (Lamakhitu) und dem südlichen Lakmaras, das seine Bündnispartner bei den Bunak im Südwesten hatte. Das Ende dieses letzten traditionellen Konflikts zwischen den einheimischen Reichen der Region hatte zur Folge, dass die Bunak in Lamaknen seitdem nach und nach ihre auf Anhöhen befestigten Dörfer verließen und Wohnhäuser nah an Wasserstellen errichteten. Über eine größere Fläche verteilt, kommen die Clanmitglieder nun nur noch zu ihren Clanhäusern, um Zeremonien durchzuführen. Folge der verschiedenen Gebietsverschiebungen zwischen den Bunak-Reichen war allerdings, dass auch die Grenzziehung zwischen den beiden Kolonialmächten Portugal und Niederlande lange Zeit umstritten blieb und Thema langwieriger Verhandlungen war. In Lakmaras gab es im selben Jahr Tote bei Zusammenstößen zwischen niederländischen und portugiesischen Truppen. Der Anspruch der Niederländer auf Maucatar wurde bisher mit der Oberhoheit über Lakmaras begründet, das eine Verbindung zu Maucatar schuf. Zwischenzeitlich war Lakmaras aber Untertan des Reiches von Lamaquitos geworden und dieses war mit dem Vertrag von Lissabon 1859 Teil des portugiesischen Machtbereichs. Maucatar hätte nach den bis dahin gültigen Vereinbarungen als Enklave an Portugal fallen müssen. Andererseits war das Reich von Tahakay (Tahakai, Tafakay, Takay, heute in Südlamaknen) an das Reich von Lamaknen gefallen. Tahakay gehörte aber zur portugiesischen Einflusssphäre, Lamaknen zur niederländischen. Portugal wehrte sich in den Verhandlungen von 1902 gegen diesen Verlust und forderte daher nun die gesamten niederländischen Gebiete im Zentrum Timors. Mit der Den Haag-Konvention vom 1. Oktober 1904 wurde ein Kompromiss geschlossen: Portugal sollte Maucatar erhalten, im Austausch für die portugiesische Enklave Noimuti in Westtimor und die Grenzgebiete Tahakay, Tamira Ailala (Tamiru Ailala, heute im Regierungsbezirk Malaka) und Lamaknen. Portugal ratifizierte den Vertrag bis 1909, doch dann kam es zum Streit um die Grenzziehung an der Ostgrenze von Oe-Cusse Ambeno. 1910 nutzten die Niederlande die unübersichtliche Situation nach dem Sturz der portugiesischen Monarchie, um sich Lakmaras erneut mit Hilfe europäischer und javanischer Truppen anzueignen.

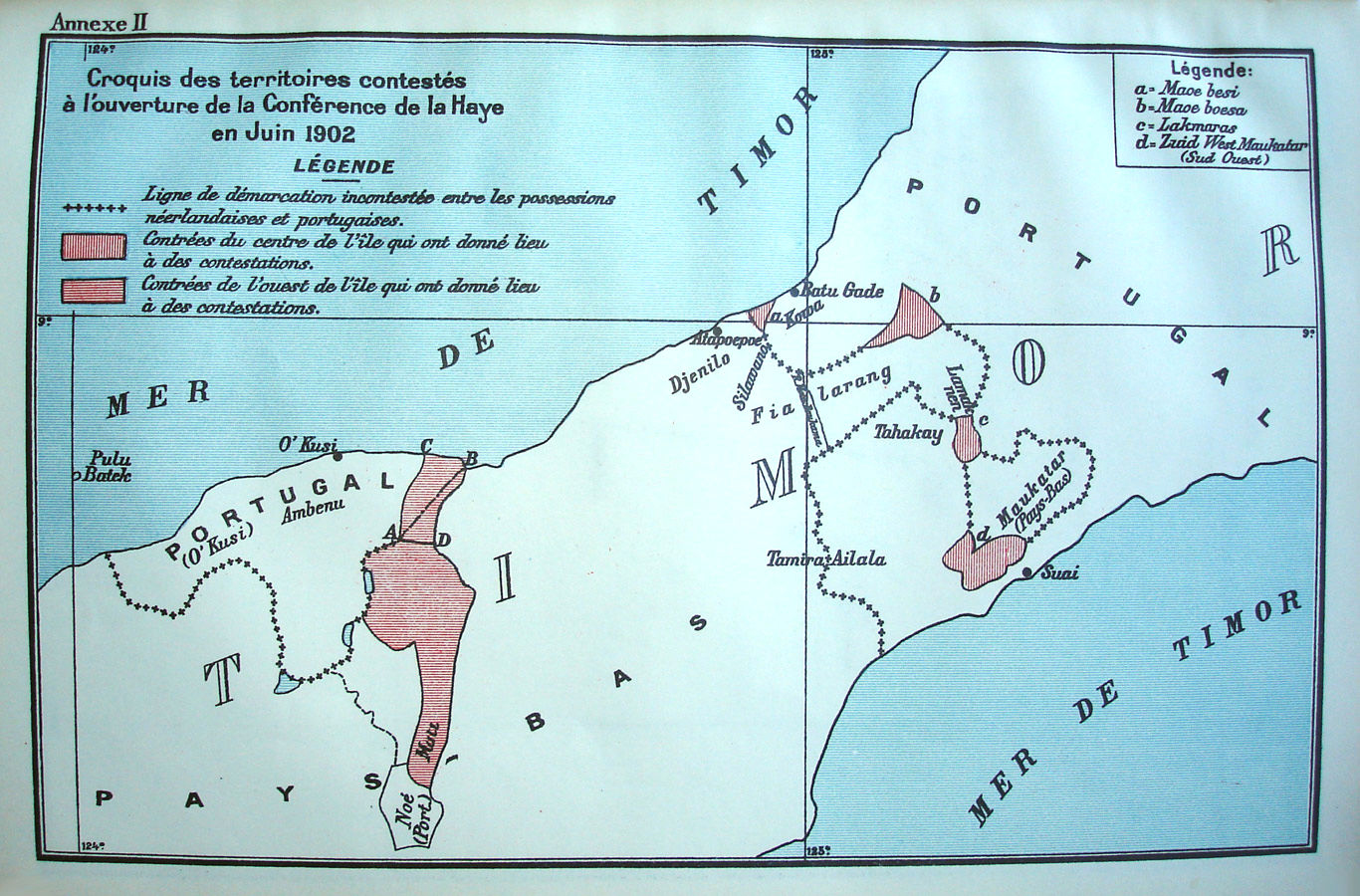
Karte zum Schiedsspruch des Ständigen Schiedshofs vom 25. Juni 1914 zu den Grenzen auf Timor

Im Februar 1911 versuchte Portugal, der Konvention von 1904 folgend, Maucatar zu besetzen. Jedoch sah es sich im Juni einer überlegenen niederländischen Streitmacht aus ambonesischer Infanterie, unterstützt von europäischen Soldaten, gegenüber. Am 11. Juni besetzten Portugiesen das Territorium von Lakmaras, doch am 18. Juli drangen auch hier niederländische und javanische Truppen ein. Nach dem Sieg der Niederländer strebten die Portugiesen nun eine friedliche Einigung an. Sie gerieten bald darauf auch durch die Rebellion von Manufahi in Bedrängnis, was sie verhandlungsbereit machte. Am 17. August 1916 wurde der Vertrag in Den Haag unterzeichnet, der weitgehend die heute noch bestehende Grenze zwischen Ost- und Westtimor festlegte. Am 21. November wurden die Gebiete ausgetauscht. Noimuti, Maubesi, Tahakay und Taffliroe fielen an die Niederlande, Maucatar an Portugal, was dort eine Panik auslöste. Vor der Übergabe an die Portugiesen zerstörten dort 5000 Einheimische, meist Bunak, ihre Felder und siedelten nach Westtimor über. In Tamira Ailala wäre man lieber bei Portugal geblieben, während die Herrscher von Tahakay den Wechsel zu den Niederländern begrüßten.
Erst vor wenigen Generationen wurden von Bunak aus dem Osten Dörfer im Flachland um Maliana gegründet, so zum Beispiel Tapo/Memo. Noch heute haben diese Dörfer rituelle Beziehungen zu ihren Stammdörfern im Hochland.
Nach dem Zweiten Weltkrieg flohen Bunak aus Lebos im damaligen Portugiesisch-Timor nach Lamaknen. Sie hatten Angst vor Repressalien, nachdem sie während der Schlacht um Timor mit den Japanern kollaboriert hatten. Der damalige Herrscher von Lamaknen, der Loroh (Loro) Alfonsus Andreas Bere Tallo, wies den Flüchtlingen Land zu, wo sie das Dorf Lakus (im heutigen Desa Kewar) gründeten.
Ab August 1975 kam infolge des Bürgerkrieges zwischen FRETILIN und UDT eine Flüchtlingsbewegung aus osttimoresischen Dörfern an der Grenze. Darunter waren auch viele Bunak. Sie kamen aus Odomau, Holpilat, Lela, Aitoun, Holsa, Memo und Raifun. Ende August überschritt der Konflikt auch die Grenze. Beiderseits wurden Dörfer zerstört, so zum Beispiel Henes im gleichnamigen Desa auf der westtimoresischen Seite, das seither nicht wieder aufgebaut wurde. Durch die Invasion Osttimors durch Indonesien, die in den folgenden Monaten erfolgte, wurden weitere Bunak zur Flucht aus ihren Dörfern getrieben. Manche überquerten die Grenze, andere suchten in den Wäldern Zuflucht, wo sie teilweise bis zu drei Jahre verbrachten. Dorfgemeinschaften wurden auf diese Weise auseinandergerissen und an verschiedenen Orten bis 1999 wieder angesiedelt. Ein Schicksal, das auch das Dorf Abis in Lamaknen ereilte. Zwar kehrten die Bewohner nach ihrer Flucht 1975 in ihr Dorf zurück, später wurde das Dorf in der Nähe zu Osttimors Grenze aber niedergebrannt. Weitere Flüchtlinge kamen während der indonesischen Operation Donner 1999 nach Lamaknen und blieben zum Teil bis heute. Dabei kam es zu Kämpfen mit den Einheimischen. Felder, Hütten und Straßen wurden zerstört.

### Südwesten von Cova Lima

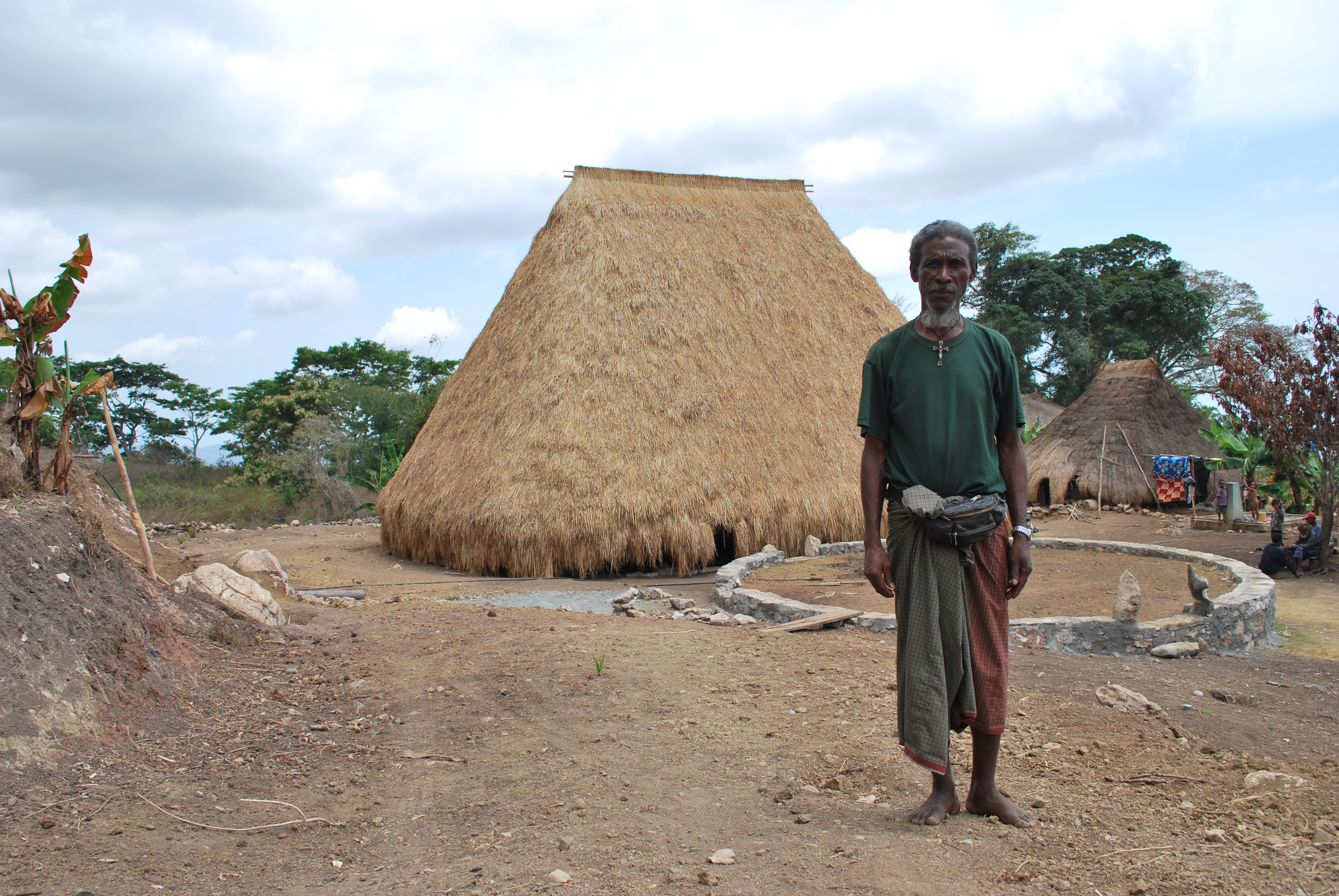
Fatuc Laran im Westen von Cova Lima

Die Bunak wanderten in den Südwesten von Cova Lima in zwei unabhängigen Wellen erst in der jüngeren Vergangenheit ein. Die ältere Gruppe lebt in den etwas höher gelegenen Gebieten in Beiseuc (ehemals Foholulik, 2010: 30 % Bunak) und Lalawa (35 % Bunak). Sie kamen in einem großen Flüchtlingsstrom aus der Gemeinde Bobonaro, als sie im Zweiten Weltkrieg vor der japanischen Armee flohen. Guerillaeinheiten der Alliierten hatten gegen die Japaner von Lolotoe und dem Ort Bobonaro aus operiert, woraufhin im August 1942 die japanischen Truppen Vergeltungsmaßnahmen gegen die Zivilbevölkerung in Bobonaro durchführten. Dies kostete vermutlich mehreren Zehntausend Menschen das Leben und trieb andere in die Flucht.
Zuletzt kamen jene Bunak, die sich im Flachland zwischen Suai und der Grenze ansiedelten. Sie wurden aus nördlichen Sucos Cova Limas, wie Fatululic und Taroman, durch die indonesische Besatzungsmacht zwangsumgesiedelt. Offizielles Ziel war ein Entwicklungsprogramm für den Reisanbau. Doch zur besseren Kontrolle wurden ab 1977 an vielen Orten Osttimors Teile der Bevölkerung aus entlegenen Gebieten zwangsumgesiedelt, um die Unterstützung für die osttimoresische Befreiungsbewegung FALINTIL zu unterbinden. Für sie richtete Indonesien in Osttimor sogenannte „Transit Camps“ ein, in die auch hunderttausende von Zivilisten gebracht wurden.

### Malaka und südliches Belu
Die Bunak des Dorfes Namfalus (Desa Rainawe, Kobalima) stammen aus derselben Fluchtwelle vor den Japanern im Zweiten Weltkrieg, wie die Bunak südlich von Fohorem. Die anderen Bunak dieser Region sind die Nachkommen der 5000 Flüchtlinge aus Maucatar, die die ehemalige niederländische Enklave nach der Übernahme durch die Portugiesen verließen. Weitere Bunak schlossen sich diesen Dörfern an, als sie 1975 und 1999 vor der Gewalt in Osttimor flohen.
Die Wiederansiedlung der Maucatar-Bunak führte zu Landstreitigkeiten mit den lokalen Tetum, weswegen die Bunak immer wieder weiterziehen mussten. Erst in den 1930ern gelang es der Verwaltung, die Flüchtlinge an ihren heutigen Wohnorten anzusiedeln. Die Bunak der einzelnen Orte führen noch heute ihre Herkunft auf bestimmte Orte in Maucatar zurück, so zum Beispiel jene aus Raakfao (Raakafau, Desa Babulu) auf Fatuloro und die Bunak aus Sukabesikun (Desa Litamali, Kobalima) auf Belecasac. Mit den benachbarten Tetum verschmelzen sie sich immer mehr.

### Östliches Cova Lima
Auch die Bunak-Siedlungen von Suai bis Zumalai wurden erst in jüngerer Zeit gegründet. Die Region war davor unbewohnt. Auch diese Neugründungen haben noch Beziehungen zu ihren Herkunftsorten. So hat Beco tiefe Beziehungen zu Teda, östlich von Lolotoe, auch wenn die Abwanderung bereits mehrere Generationen zurückliegt. Ihr Dialekt steht tatsächlich jenem der Lolotoe-Region nahe, auch wenn teilweise Vokabular aus dem Südwestdialekt übernommen wurde. Andere Siedlungen entstanden erst während der indonesischen Besatzungszeit, als komplette Dörfer aus dem Norden entlang der südlichen Küstenstraße um Zumalai neu angesiedelt wurden. Ihr Dialekt entspricht komplett jenem des Hochlandes.

### Ainaro und Manufahi

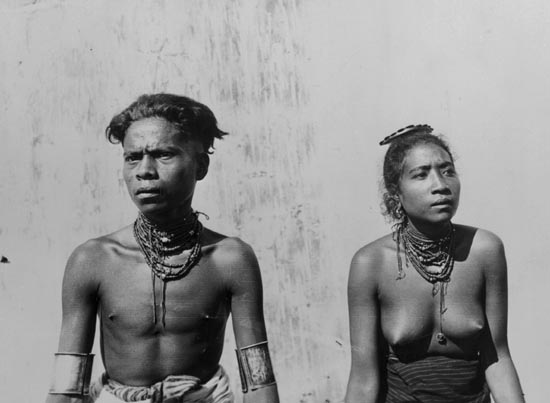
„Ein Ehepaar der Bunak aus Ainaro (Suro)“, Álbum Fontoura, vor 1940

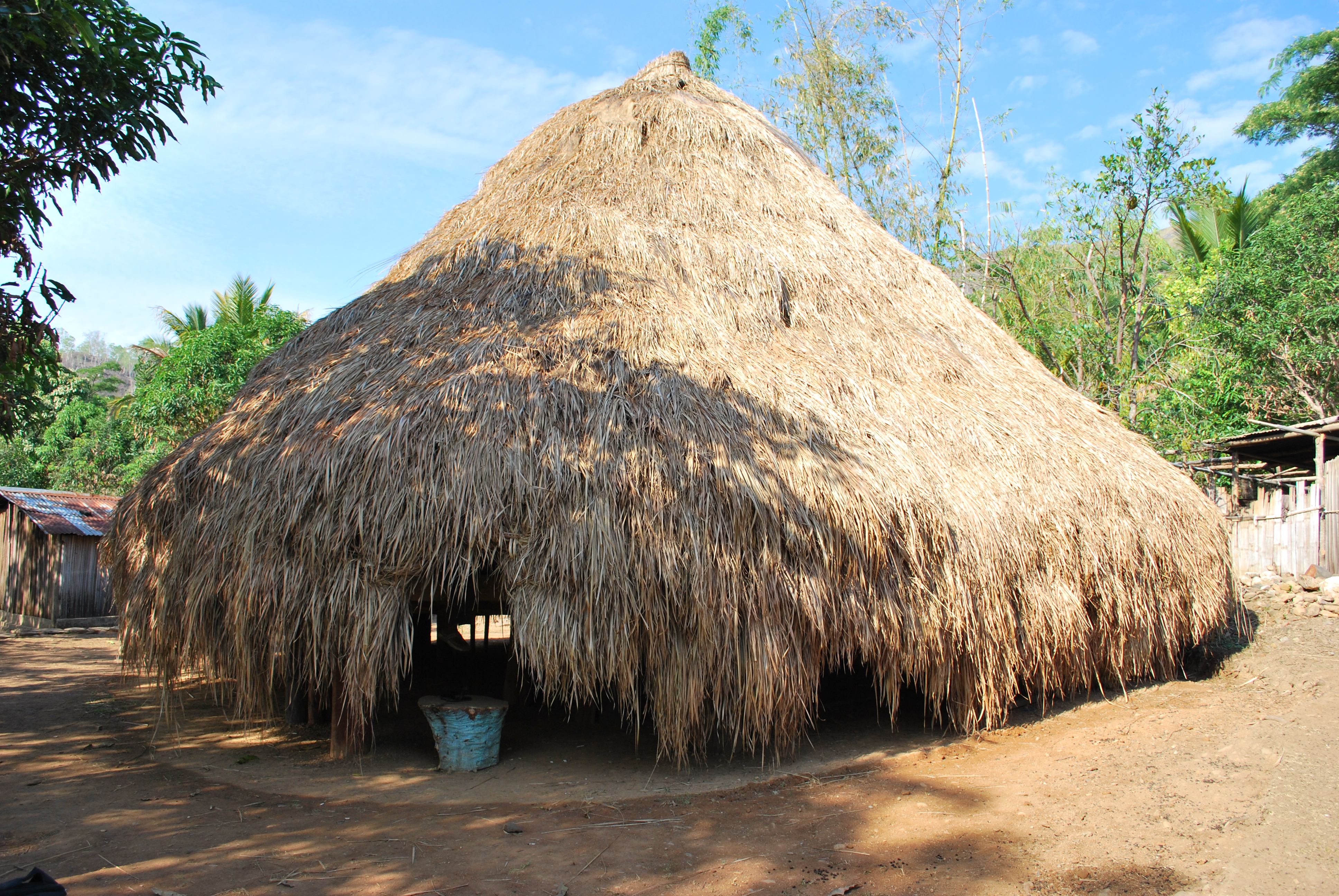
Heiliges Haus im Suco Cassa (Gemeinde Ainaro)

Im Süden von Ainaro und im Südwesten von Manufahi leben die Bunak vor allem mit den Mambai zusammen. Am Dialekt der Bunak erkennt man ihre Herkunft aus dem Nordosten ihres Sprachgebiets. Durch den engen Kontakt mit den Mambai sind die meisten Bunak hier zweisprachig mit dieser malayo-polynesischen Sprache und auch ihre Muttersprache zeigt Einflüsse des Mambai.
In Mau-Nuno leben in einem Dorf, das erst während der indonesischen Besatzungszeit aus drei Dörfern zusammengefasst wurde, 60 % Tetum-Sprecher mit 30 % Bunak und 10 % Mambai. Im Suco Cassa bilden die Bunak mit einem Bevölkerungsanteil von 55 % die Mehrheit, neben Tetum und einer kleinen Minderheit Mambai. Auch in Foho-Ai-Lico stellen die Bunak die Mehrheit. Nach mündlichen Überlieferungen stammen sie ursprünglich aus dem westlichen Ainaro, den sie aufgrund von Konflikten mit anderen Bunak in der portugiesischen Kolonialzeit verließen. Die sprachlichen Besonderheiten der drei Bunak-Gruppen in Ainaro lassen eine gemeinsame Herkunft vermuten.
Diese Herkunft ist umstritten. Während Teile der Bunak angeben, sie seien erst später in die Region eingewandert, beanspruchen andere, sie seien die ursprünglichen Bewohner. Allerdings haben alle Bunak-Siedlungen austronesische Ortsnamen, was auf eine ursprünglich malayo-polynesische Besiedlung hinweisen würde. So sind Ortsnamen, die mit Mau beginnen (Mau-Nuno, Mau-Ulo, Maubisse) typisch für die Siedlungsgebiete der Mambai, Kemak und Tokodede. Im Kernland der Bunak kommt ein solcher nicht vor. Andere Ortsnamen sind eindeutig Mambai-Herkunft, wie zum Beispiel Beikala. Bei bedeutet „Großeltern“, kala „Vorfahren“.
Neben den drei Hauptgruppen der Bunak in Ainaro, gibt es noch zwei weitere, kleinere Gruppen, die erst in der indonesischen Besatzungszeit aus der Region um Zumalai hierher umgesiedelt wurden. Die erste Gruppe lebt in den Aldeias Civil (Sivil) und Lailima (beide im Suco Cassa). Im Suco Leolima leben in Hutseo und Hutseo 2 Bunak umgeben von Mambai-Siedlungen. Die Bewohner der vier Dörfer sprechen den Nordostdialekt, mit den für Zumalai typischen Variationen.
In Manufahi gibt es vier isolierte Bunak-Dörfer. Das Älteste von ihnen ist Loti im Südosten des Suco Dai-Sua. Die Bunak hier wanderten 1891 aus Ai-Assa hierhin aus, nachdem es zum Konflikt mit dem Herrscher von Bobonaro kam. Nach mündlichen Überlieferungen hatten die Einwohner aus Ai-Assa dessen Frau getötet, woraufhin Bobonaro im August Beistand durch die Portugiesen anforderte. Nach mehreren Gefechten flohen einige der Bewohner Ai-Assas nach Manufahi. Sie siedelten zunächst etwas weiter nördlich des heutigen Lotis, wo sie nur Kontakt mit Mambai und Lakalei-Sprechern hatten. Dies führte zu einer einzigartigen Abweichung und sogar Wortneuschöpfungen des lokalen Bunak-Dialekts.
Nach der gescheiterten Rebellion von Manufahi wurde ein Teil der Bunak von Loti durch die Portugiesen an den Standort des heutigen Lotis umgesiedelt. Weitere wurden im Suco Betano in zwei neuen Dörfern angesiedelt. Das eine heißt auf Mambai Bemetan und auf Bunak Il Guzu (zu deutsch „Schwarzes Wasser“), das zweite ist Leo-Ai (Leoai, Leouai). Während der indonesischen Besatzungszeit wurden auch die im alten Loti verbliebenen Bunak in das neue Loti umgesiedelt. Diese drei Dörfer teilen sich ihren außergewöhnlichen Dialekt.
Das vierte Bunak-Dorf in Manufahi ist Sessurai (Sesurai) im Suco Betano, an der Straße zwischen Loti und Leo-Ai. Nach ihren Überlieferungen flohen diese Bunak in der portugiesischen Kolonialzeit aus der Region um Zumalai nach Manufahi. Ihr Dialekt entspricht jenem aus Zumalai, hat aber einige Wörter von den Loti-Bunak übernommen.

## Kultur

### Soziale Organisation

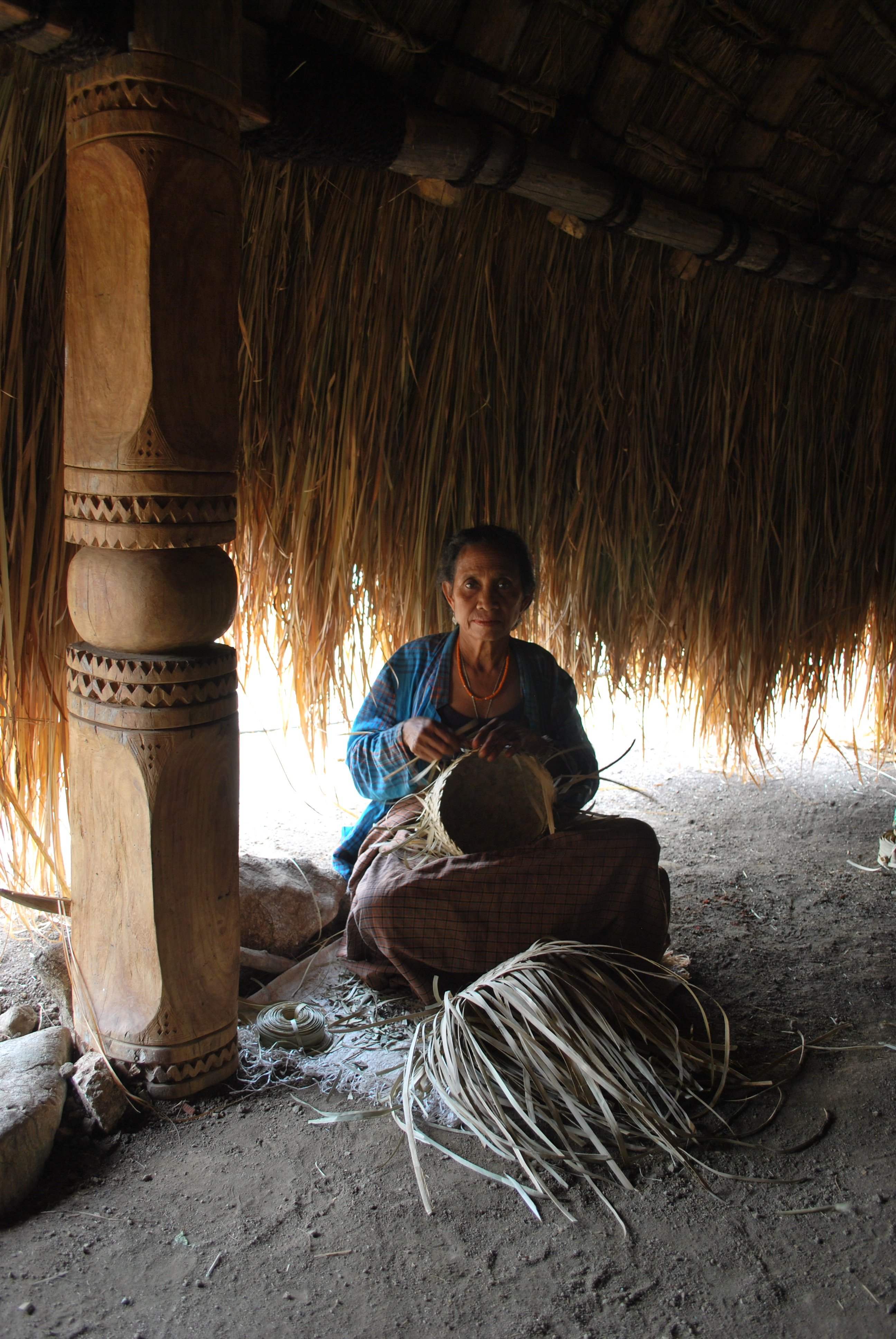
Frau in Fatuc Laran beim Korbflechten

Die traditionelle Isolation wurde auch durch den Ruf der Bunak verstärkt. Sie wurden als rau und aggressiv beschrieben. Diese Charakterisierung findet sich auch in einer Bunaklegende wieder, in der man den Kemak lange Ohren nachsagte und den Bunak kurze. Die metaphorische Länge der Ohren verweist bei den Bunak auf ein aufbrausendes und ungeduldiges Temperament, während die Kemak so als ruhig und geduldig beschrieben werden.
Obwohl sich Bunak und Atoin Meto kulturell unterscheiden, gehören die soziale Organisation und die Ökologie beider Kulturen doch in denselben Kontext: die Kulturen der Atoin Meto und Bunak profitieren voneinander. Die Annäherung der Bunak in kultureller und linguistischer Hinsicht geht teilweise so weit, dass Louis Berthe sie 1963 als eine Mischethnie mit Papua- und austronesischen Wurzeln beschrieb.
Die kleinste soziale Einheit in der Bunak-Gesellschaft ist der Clan oder das Haus, welches zum Beispiel im oberen Lamaknen deu genannt wird. Mehrere Clans leben in Dörfern (tas) zusammen. Jedes Dorf hat sein eigenes Territorium. Die Clans haben jeweils einen unterschiedlich hohen Status. Die Clans der Adligen werden sisal tul (deutsch Knochenstücke) genannt. Der Name leitet sich von einem Ritual her, bei dem der Knochen des Opfertiers dem adligen Clan zusteht. Das höchste der Adelshäuser gehört dem Clan des „weiblichen“ Häuptlings. Dieser Mann entscheidet bei Problemen im Dorf. Der zweithöchste Clan stellt den „männlichen“ Häuptling, der sich um die Beziehungen des Dorfes mit der Außenwelt kümmert. Aus weiteren Clans kommen die Berater der Dorfchefs. Trotz ihrer ausgedehnten Macht (oe nolaq) sind die beiden Häuptlinge dem Ritualchef untergeordnet. Dieser hat eine beschränkte Macht (oe til) innerhalb der Angelegenheiten des Clans. Zusammen mit einer seiner Schwestern ist der Ritualchef zudem der Wächter der heiligen Gegenstände im Clanhaus. In Lamaknen werden die Geschwister der „Mann, der den schwarzen Korb hält“ (taka guzu hone mone) und die „Frau, die den schwarzen Korb hält“ (taka guzu hone pana) genannt.
Die verschiedenen Clans sind miteinander im System des malu ai verbunden. Der malu-Clan gibt in diesem Fall in eine Partnerschaft die Frau und weibliche Waren, wie Schweine und Kleider, während aus dem ai baqa-Clan der Mann und männliche Waren stammen. Dazu gehörten früher Gold, Silber und Wasserbüffel, heute ersetzt durch Geld und Rinder. Bei feierlichen Anlässen, wie Beerdigungen oder der Reparatur des Clanhauses, werden erneut Waren zwischen malu und ai baqa ausgetauscht. Frauen verlassen aber nur selten ihren angestammten Clan. Beim Großteil der Bunak herrscht ein matrilineares System für die Erbfolge vor. Der Mann zieht traditionell zum Clan der Braut (Uxorilokalität), wo auch die späteren Kinder aufwachsen. Der Ehemann hat als mane pou („neuer Mann“) seine Kinder und die Frau zu versorgen, gilt aber nicht als Familienmitglied. Er hat auch keine Ansprüche oder Rechte gegenüber Frau und Kinder, auch wenn er einen hohen Brautpreis zu zahlen hatte. 1991 betrug dieser etwa 5100 US-Dollar. Stirbt die Ehefrau zuerst, muss der Witwer das Dorf und seine Kinder verlassen und in sein altes Heimatdorf zurückkehren. Dies kann auch durch bestimmte Zeremonien notwendig werden. Sachwerte darf er nicht mitnehmen, so dass er auf die Hilfe seines angestammten Clans und Familie angewiesen ist. Unterstützung von seinen eigenen Kindern bekommt er als Clanfremder nicht. Wechselt die Frau in den ai baqa-Clan, spricht man vom Abschneiden der Frau von ihrem Clan. Sie wird im Clan ihres Mannes aufgenommen, wo die Familie eine neue Abstammungslinie (dil) bildet, mit Gründung einer neuen malu–ai baqa-Beziehung. Auch die Kinder gehören zum Clan des Vaters. Clans können durchaus 15 malu-Beziehungen haben, niemals gibt es aber mehr als drei bis sechs dil. Sie behalten ihren Status im weiteren Verlauf der Mutterlinie. Die Mitglieder der dil führen den Namen des mütterlichen Clans und behalten ihr Eigentum und ihre heiligen Objekte. In Ainaro hat der Einfluss der benachbarten Mambai jedoch zu einer patrilinearen Struktur geführt. Auch haben hier Mambai und Bunak gemeinsame Legenden. So leiten sich die Bunak aus Mau-Nuno vom selben mythischen Ahnenpaar ab und der Gipfel des Berges, von dem diese stammen, hat sowohl einen Bunak- als auch einen Mambai-Namen.

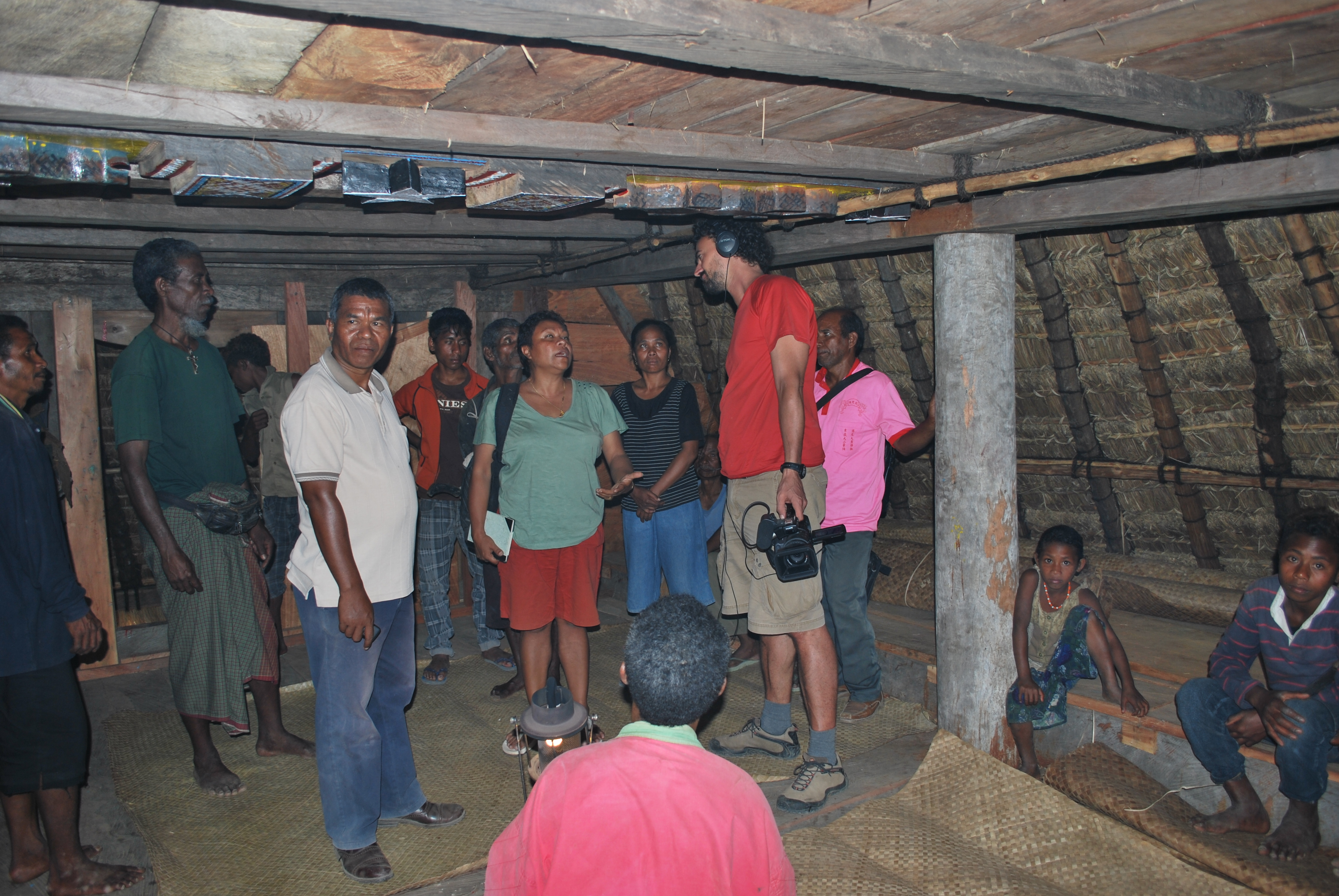
In einem heiligen Haus in Fatuc Laran

Heilige Objekte werden jeweils von den Männern an die Söhne ihrer Schwester weitervererbt. Dem Sohn kann der Vater nur Gegenstände vererben, die er im Laufe seines Lebens erworben hat. Andere heilige Objekte gehören dem gesamten Clan. Sie gelten meist als Quelle der Lebensenergie. Sie werden in den Clanhäusern aufbewahrt, wo heutzutage nur noch die Wächter leben. Früher wohnten sämtliche Clanmitglieder im Clanhaus zusammen. Manchmal lebt bei den Wächtern noch ein junges Paar, das ihnen bei der alltäglichen Arbeit hilft. Jedes Clanhaus hat einen Altar, der sich sowohl im Haus als auch außerhalb befinden kann. Im Haus liegt der Altar an einem der beiden Pfähle, die den Firstbalken (lor bul) tragen. Gegenüber befindet sich die Feuerstelle. Auf den gemeinsamen Altar des Dorfes (bosok o op, deutsch Altar und Höhe) ausgerichtet sind alle lor bul der Clanhäuser. Der Dorfaltar (bosok o op) repräsentiert die Lebensenergie der Einwohner. Er wird auch pana getel mone goron – „Wurzel der Frauen, Blätter der Männer“ – genannt, eine Metapher für Vitalität: Blätter bewegen sich und Wurzeln ermöglichen Pflanzen, Wasser aufzunehmen. Je länger die Wurzeln sind, desto länger lebt die Pflanze. Wünschen Bunak sich einander ein langes Leben, sagen sie i etel legul (deutsch Lasst unsere Wurzeln lang sein) oder i etwl huruk (deutsch Lasst unsere Wurzel kühl sein). Kühle, in Verbindung mit Wasser, symbolisiert Fruchtbarkeit; Hitze bringt man in Verbindung mit Gefahr und Tod. Weitere Altäre können an Wasserquellen liegen, andere wurden nur im Kriegsfall benutzt.

### Riten in der Landwirtschaft in Lamaknen

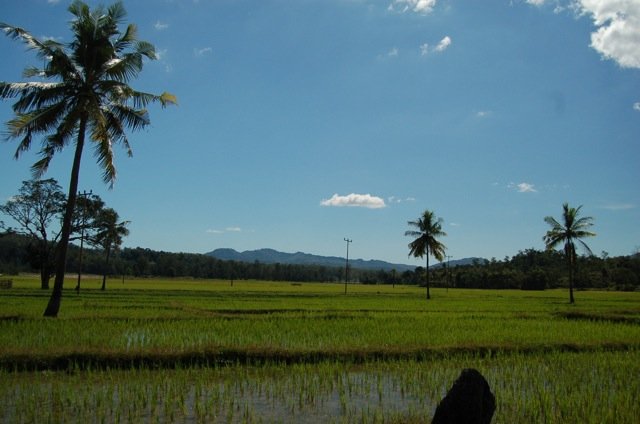
Reisfelder bei Maliana

Als die Bunak Lamaknen erreichten, baten sie der Legende nach ihre Ahnen im Himmel um Samen, damit sie Felder anlegen konnten. Auf einem Feldaltar wurde Bei Suri, ein Mann, der sich den Bunak angeschlossen hatte, geopfert und verbrannt. Aus den verschiedenen Teilen seines Körpers erschienen so die unterschiedlichen Feldfrüchte, die die Bunak anpflanzen. Überlieferungen in Versform nennen verschiedene Formen von Reis, der noch heute die zeremonielle Nahrung liefert. Es gibt aber auch Versionen, die den Mais in die Legende mitaufnahmen, der heute die Hauptnahrungsquelle der Bunak in Lamaknen bildet. Dieser wurde aber erst durch die Europäer nach Timor gebracht. Auch der Regen steht in Verbindung mit der Selbstaufopferung von Bei Suri. Nach seinem Tod forderte er die Menschen auf, sie sollten nicht mehr weinen und nahm die Gestalt eines Vogels an, der den Regen vorhersagt.
Die Forscherin Claudine Friedberg erforschte in den 1970ern bis in die frühen 1980er Jahre hinein die Rituale der Bunak in Abis (Lamaknen) beim Ackerbau und beschrieb ausführlich die Zeremonien der Bunak in dieser Region. Der Ort existiert allerdings nicht mehr und eine Straße verbindet inzwischen die Region mit der Außenwelt, die man damals nur mit Pferden erreichen konnte. Die Landwirtschaft ist hier ganz von der Menge der Monsunniederschläge abhängig. Die Verlässlichkeit einer ausreichenden Regenmenge ist der kritische Moment des landwirtschaftlichen Kalenders in der Zeit der Aussaat. Sie erfolgt in Lamaknen, bevor der Regen zwischen Oktober und Dezember kommt. Mittels Brandrodung werden die Felder vorbereitet, dann legen der Herr der Saat und die Reismeister die Termine für zahlreiche Zeremonien fest. Der Herr der Saat gehört dem Clan an, dem die Legende um die Opferung Bei Suris zugeschrieben wird. Es ist allerdings keines der Adelshäuser. Die Reismeister sind die Wächter der heiligen Gegenstände von bestimmten, hochgestellten Clans.
Vor der Aussaat findet eine mehrtägige Jagd statt, bei der die Männer meist verwilderte Schweine erbeuten. In der restlichen Zeit des Jahres wird allenfalls für den Tagesbedarf gejagt. Wild ist ohnehin durch den Bevölkerungszuwachs selten geworden, so dass weniger die Beute zählt, als mögliche Wildschäden auf den Feldern vorzubeugen. Die Beute wird mit den kukun in Verbindung gebracht, jenen im Dunkeln. Gemeint sind damit die lokalen Geister der verstorbenen Melus, die einst von den Bunak aus der Region vertrieben wurden. Die kukun sind die Meister von Himmel und Erde (pan o muk gomo) und die Meister der Beute. Dem gegenüber stehen die Lebenden als die roman, „die Klaren“. Für die kukun gibt es in der Umgebung verteilt kleine, unauffällige Altäre aus nur einigen wenigen Steinen. Über diese muk kukun treten die Bunak mit den kukun in Verbindung. Nah dem Dorf steht der Hauptaltar. Am Abend des ersten Tags der Jagd legt der Herr der Saat eine Liane um den breiten Steinhaufen und bindet ihre Enden an zwei Holzpfähle, die ein paar Zentimeter abseitsstehen. Die Liane symbolisiert das Einkreisen der Schweine, die nur noch durch ein schmales Tor fliehen können, wo die Jäger auf sie warten.
Die Reismeister opfern am darauffolgenden Tag am muk kukun, der im ausgewählten Jagdgebiet liegt, Betelnüsse, etwas Alkohol und Federn eines lebenden Huhns, damit die Herrn des Landes die wilden Schweine preisgeben. Dabei legen sich die Reismeister vor dem Altar nieder und täuschen vor zu schlafen, damit auch die Schweine in einen tiefen Schlaf fallen sollen. Das erleichtert später den Jagdhunden sie aufzuscheuchen. Die Beute des ersten Jagdtages wird am Abend in das Dorf zurückgebracht, wo eine Frau aus dem Clan des Herr der Saat das Beutetier wie einen Gast mit Betel begrüßt. Es folgt das „Willkommenheißen des Rauchs des Feuers“ (hoto boto hosok). Der Herr des Samens und die Reismeister rezitieren am Dorfaltar Verse über die Samen, die der Leichnam Bei Suri hervorbrachte. Einer der Herr des Wortes opfert einen Hahn mit roten Federn, indem er ihn erschlägt. Normalerweise wird dem Opfertier die Kehle durchgeschnitten, doch hier fürchtet man, die Wurzeln der Samen könnten mit dem Messer durchtrennt werden. Dazu rezitiert der Herr des Wortes einen Willkommenstext und betet zu den Herrn des Dorfaltars. Gemeint sind damit die Melus, die ursprünglich den Altar errichtet hatten, und den ersten Bunak, die ihn übernahmen. Aus dem Blinddarms des Hahns wird über die anstehende Pflanzsaison geweissagt. Der gekochte Hahn wird zerlegt und auf kleine Körbe mit gekochtem Reis verteilt. Einige davon werden dem Altar dargebracht und auf dessen Spitze abgelegt. Dann werden sie dem Clan des weiblichen Häuptlings übergeben. Jene Körbe am Fuß des Altars gehen an den Sabaq Dato-Clan, dem Glan des weiblichen Häuptling der Melus. Ein Korb wird Bei Suri geopfert. Diesen erhält der Herr der Saat. Die anderen Körbe werden unter den Jägern verteilt.
In der Nacht zum dritten Tag der Jagd bringen der Herr der Saat und die Reismeister das Fleisch, das nach dem Glauben die Samen der zukünftigen Ernte enthält, zum lotaq-Altar am Rande des Dorfes. Dies geschieht in aller Stille, um nicht bei fleischfressenden Tieren Aufmerksamkeit zu erregen. Am lotaq werden Vögel, Insekten und andere Tiere symbolisch mit Reis und Huhn gefüttert, um sie von der Saat fernzuhalten. Am Nachmittag des dritten Tages besuchen die verschiedenen Clans ihre Gräber und bringen ihnen Obst und besondere Kuchen dar. An den Gräbern trifft man sich mit den Mitgliedern des jeweiligen malu-Clans, die ebenfalls Obst und Kuchen mitbringen. Nachdem sie den Verstorbenen dargeboten wurden, werden die Gaben an den ai baqa-Clan übergeben.
Am vierten Tag wird nach der letzten Jagd ein letztes, gemeinsames Ritual durchgeführt. Frauen aus allen Clans des Dorfes bringen in großen Körben dem Herren der Saat am lataq-Altar gekochten Reis. Dieser wird an die Jäger verteilt, die ein Schwein verletzt oder getötet haben. Es ist eine Art Entschädigung, denn im Gegensatz zur gewohnten Sitte, erhalten sie keinen Teil der Beute aus dieser traditionellen Jagd. Das Fleisch wird nur vom Herr der Saat und den Reismeistern innerhalb des rituellen Kreises verzehrt. Genau zu diesem Zeitpunkt erwartet man, dass der erste schwere Regen fällt. Es liegt in der Erfahrung der Ritusführer, damit Ritual und Regen am selben Tag zusammenfallen und damit der Erfolg der Ernte. Alle drei Jahre ist das finale Ritual noch aufwändiger. Diese Periode stimmt mit dem drei-Jahre-Rhythmus der Brandrodung überein. Ab dem nächsten Tag wird auf den Feldern gesät, nachdem noch ein Ferkel und eine Ziege am jeweiligen Feldaltar geschlachtet wurde. Das Blut des Ferkel gilt als kalt und soll auch den Samen kühlen. Kälte ist für die Bunak ein Synonym für Fruchtbarkeit, während man Hitze mit Tod, Gefahr und Kampf verbindet. Die Ziege soll auf der Spitze ihrer Hörner die Seelen (melo) der gefällten Bäume ins Jenseits tragen. Friedberg stellte allerdings 1989 nach einem Besuch der Region fest, dass dieses Ritual an den Feldaltären nicht mehr durchgeführt wurde. Grund war, dass es schlichtweg niemanden mehr gab, der sich die Opfergaben leisten. Stattdessen wurde ein gemeinsames Abkühlungsritual aller Dorfbewohner am Dorfaltar abgehalten. Das Ritual für die Seelen der Bäume entfiel dabei, möglicherweise, da es aufgrund der kurzen Frequenz der Brandrodungen einfach keine Bäume mehr auf den Feldern gab.
Auf den Feldern wird direkt nach der Brandrodung mit einem Grabstock die Saat ausgebracht. Der Grabstock hat eine acht bis zehn Zentimeter großes Metallblatt und hat auch eine Bedeutung bei der Hochzeitszeremonie. Bewässerte Felder gab es in Abis nicht, aber in anderen Teilen von Lamaknen. Diese werden mit Hilfe von Wasserbüffeln und Rindern bestellt.
Solange die Feldfrüchte nicht reif sind, bestehen strenge Ernteverbote, die vom Kapitan und den ihm unterstützenden Makleqat (deutsch hören sehen) überwacht werden. Der Kapitan ist selbst dem Herrn der ersten Früchte (hohon niqat gomo) unterstellt, auch Herr der Keime, des Sandelholzes und des Bienenwachses (kosoq zobel turul wezun gomo) genannt. Sandelholz und Bienenwachs waren früher bedeutende Handelswaren, deren Gewinnung unter Kontrolle der lokalen Herrscher stand, um den Bestand zu schützen. Bei den Atoin Meto in Oe-Cusse Ambeno hat der Tobe eine ähnliche Funktion als Verwalter der Ressourcen. Kapitan und Herr der ersten Früchte stammten bei den Bunak in Abis aus demselben Clan, dem Sabaq Dato.
Mangos und Lichtnüsse sind die Ersten, die reif werden. Die gesamte Ernte beider Früchte wird auf dem Hauptplatz des Dorfes gesammelt. Die Clans des weiblichen und männlichen Häuptlings erhalten von den Mangos als Erste ihren Anteil, der auch größer, als jener der anderen ist. Von den Lichtnüssen erhält nur der weibliche Häuptling einen Anteil. Der Rest wird vom Kapitan für den allgemeinen Gebrauch verwahrt.

## Belege

### Hauptbelege
- Claudine Friedberg: Social Relations of Territorial Management in Light of Bunaq Farming Rituals. In: Bijdragen tot de Taal-, Land- en Volkenkunde, Rituals and Socio-Cosmic Order in Eastern Indonesian Societies. Part I Nusa Tenggara Timur 145 (1989), no: 4, Leiden, S. 548–563.
- Geoffrey C. Gunn: History of Timor. Technische Universität Lissabon (PDF-Datei; 805 kB)
- Antoinette Schapper: Crossing the border: Historical and linguistic divides among the Bunaq in central Timor.
- Antoinette Schapper: Finding Bunaq: The homeland and expansion of the Bunaq in central Timor. In: Andrew McWilliam, Elizabeth G. Traube: Land and Life in Timor-Leste: Ethnographic Essays. 2011, S. 163–186.